# Ascao
Ascao – stacja początkowa metra w Madrycie, na linii 7. Znajduje się w dzielnicy Ciudad Lineal, w Madrycie i zlokalizowana jest pomiędzy stacjami Pueblo Nuevo i García Noblejas. Została otwarta 17 lipca 1974.